# Susan Elizabeth Phillips
Pour les articles homonymes, voir Phillips.
Susan Elizabeth Phillips (née à Cincinnati (Ohio) le 11 décembre 1948) est un écrivain américain de romances. Elle est l'auteur d'une série de best-sellers classés sur la liste du New York Times.

## Biographie
Susan Elizabeth Phillips est née le 11 décembre 1948 à Cincinnati (Ohio) (États-Unis) de John Aller et Louesa Coate Titus. Après avoir obtenu un Bachelor of Fine Arts en théâtre à l'université de l'Ohio, elle enseigne l'art dramatique, l'expression et l'anglais dans une école secondaire locale jusqu'à ce que son premier enfant naisse et qu'elle devienne mère au foyer. En 1976, la famille déménage de l'Ohio au New Jersey, où Susan Elizabeth Phillips se lie d'amitié avec sa voisine Claire Lefkowitz. Les deux femmes discutent souvent des livres qu'elles aiment lire et elles décident d'en écrire un ensemble. Après plusieurs mois, elles parviennent à terminer une romance historique. Leur livre, The Copeland Bride, est acheté par le premier éditeur qui le lit et est publié en 1983 sous le nom de plume « Justine Cole ».
Cependant, Claire Lefkowitz et sa famille déménagent peu après et Susan Elizabeth Phillips décide de continuer à écrire. Elle y parvient et ses livres suivants, publiés sous son propre nom, deviennent des best-sellers. Elle est la seule qui ait cinq fois obtenu le prix du livre préféré de l'année, décerné par la Romance Writers of America. En 2001, elle est intronisée dans le Hall of Fame de la RWA.

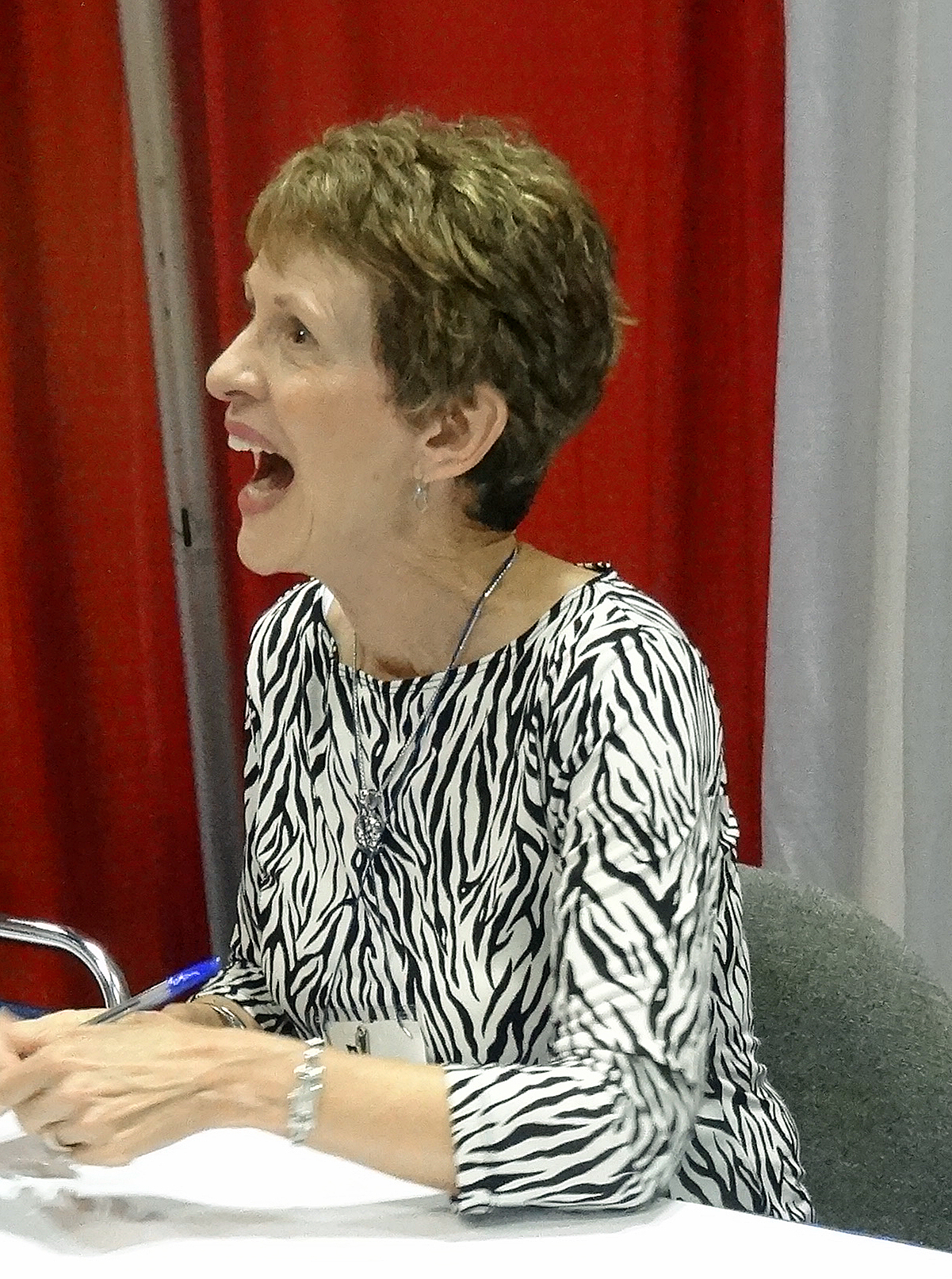
Susan Elizabeth Phillips

## Récompenses
- It Had to Be You : Rita Award du meilleur roman de l'année 1995
- Celui que j'ai choisi : Rita Award du meilleur roman de l'année 1998
- Ensorcelée : Rita Award du meilleur roman de l'année 1999
- First Lady : Rita Award du meilleur roman de l'année 2001

## Œuvre

### En tant que Justine Cole (avec Claire Lefkowitz)

#### Romance historique
- (en) The Copeland Bride, 1983Inédit en France

### En tant que Susan Elizabeth Phillips
- Autant en emporte la passion, J'ai lu, 2008 ((en) Risen, Glory (Just imagine), 1984)
- (en) Hot Shot, 1991Inédit en France
- (en) Honey Moon, 1993Inédit en France
- Drôle de cirque !, J'ai lu, 1998 ((en) Kiss an Angel, 1996)
- Les Leçons du cœur, J'ai lu, 2003 ((en) Breathing Room, 2002)
- Un retour inattendu, J'ai lu, 2004 ((en) Ain't She Sweet?, 2004)
- (en) Heroes are my weakness, 2014Inédit en France

#### Série Wynette, Texas
1. La Fille lumière, Pocket ((en) Glitter Baby, 1987)
2. La Belle de Dallas, Pocket, 1992 ((en) Fancy Pants, 1989)
3. (en) Lady Be Good, 1999Inédit en France
4. Tu n'échapperas pas à ton passé, J'ai lu, 2003 ((en) First Lady, 2000)
5. (en) What I did for love, 2009Inédit en France
6. (en) Call me irresistible, 2011Inédit en France
7. (en) The great escape, 2012Inédit en France

#### Série Chicago Stars
1. Nulle autre que toi, J'ai lu, 2010 ((en) It Had To Be You, 1994)
2. Une étoile en plein cœur, J'ai lu, 2010 ((en) Heaven, Texas, 1995)
3. Celui que j'ai choisi, J'ai lu, 2011 ((en) Nobody's Baby But Mine, 1997)
4. Ensorcelée, J'ai lu, 2000 ((en) Dream A Little Dream, 1998)
5. Folle de toi, J'ai lu, 2012 ((en) This Heart of Mine, 2001)
6. Parfaite pour toi, J'ai lu, 2006 ((en) Match Me if You Can, 2005)
7. Tout feu, tout flamme, J'ai lu, 2012 ((en) Natural Born Charmer)
8. (en) First star I see tonight, 2016Inédit en France